# Juan Ribó
Juan Ribó Diéguez (Amán, Jordania, 1 de agosto de 1952) es un actor español.

## Biografía
Hijo y nieto de diplomáticos, nace en Jordania, se traslada al Congo y crece entre París, Camboya y México. Su carrera se desarrolla principalmente en el teatro, donde empezó al finalizar sus estudios en el Liceo Francés. En México trabajó con Alejandro Jodorowsky.
En la década de 1970 llega a España, su país de origen, para protagonizar algunos montajes que crearon expectación y controversia, como el musical Godspell o la obra Equus, de Peter Shaffer y con dirección de Manuel Collado Sillero, que escandalizó a determinados sectores por su aspecto innovador y el desnudo de Ribó y María José Goyanes.
En 1974 interviene en la serie El pícaro, junto a Fernando Fernán Gómez.
Prosigue una intensa actividad teatral y a comienzos de la década de 1990 amplía sus estudios de interpretación y dirección en Nueva York con Uta Hagen en el H.B. Studio. Ha interpretado teatro clásico y textos de Lope de Vega, Calderón de la Barca, Max Aub, Buero Vallejo, Rafael Alberti o Antonio Gala a las órdenes de Miguel Narros, José Carlos Plaza, José Luis Gómez y José Tamayo, entre otros. En 1989 crea su propia compañía para representar Eclipse total, de Christopher Hampton, dirigida por Roberto Villanueva.
Participa igualmente en producciones para televisión como El jardín de Venus, El súper, UCO o Raphael: una historia de superación personal, en la que da vida al cantante Raphael.
Sus incursiones cinematográficas son escasas. Destaca su interpretación de Raúl Cisneros, personaje basado en Rafael Escobedo, en la película de 1991 Solo o en compañía de otros, en la que se recrea el Crimen de los marqueses de Urquijo.
En 2009 se une sentimentalmente a la actriz Pastora Vega, después de 15 años de relación con Cristina López del Hierro. En el verano de 2015, se rompió su relación con Pastora Vega.

## Trayectoria

### Teatro (selección)
- Orquesta de señoritas (2012)
- Radioteatro de Drácula, para Radio Nacional de España (2011)[3]
- Una relación pornográfica (2010)
- Tantas voces (2009)
- El cuerdo loco (2008-2009)
- El beso de Judas (2007)
- Las brujas de Salem (2007)
- Federico, un drama social (2006)
- Celos del aire (2003)
- Manuscrito encontrado en Zaragoza (2002)
- Rosencrantz y Guildenstern han muerto (2001)
- La Estrella de Sevilla (1998)
- El tragaluz (1997)[4]
- Locas de amar (1996)
- La taberna de los cuatro vientos (1995)
- Sólo para mujeres (1992)
- Lope de Aguirre, traidor (1992)
- Eclipse total (1989)
- Cándida (1985)
- Fedra (1984)
- Séneca o el beneficio de la duda (1987)
- El castigo sin venganza (1985)
- La gallina ciega (1983)
- Amadeus (1982)
- La cena del rey Baltasar (1981)[5]
- Equus (1975-1977)
- Godspell (1974-1975)
- Así habló Zaratustra (1973)

### Televisión
- Seis hermanas (2015-2017)
- Velvet (2014)
- ¡A bailar! (2014)
- Gran Hotel (2013)
- Amar es para siempre (2013)
- Punta Escarlata (2011)
- Raphael: una historia de superación personal (2010)
- UCO (2009)
- El comisario (2005)
- El inquilino (2004)
- Paraíso (2003)
- Raquel busca su sitio (2000)
- El súper. Historias de todos los días (1999)
- Los ladrones van a la oficina (1994)
- Pedro I el Cruel (1989)
- La comedia dramática española (1986)
- El jardín de Venus (1983)
- La máscara negra (1982)
- El juglar y la reina (1978)
- Curro Jiménez (1978)
- El pícaro (1974)
- Los libros (1974)
- Novela (1972)

### Cine
- Un minuto antes de medianoche, de Eva Bermúdez de Castro (2001)
- Le Prince du Pacifique, de Alain Corneau (2000)
- Cautivos de la sombra, de Javier Elorrieta (1994)
- Hay que zurrar a los pobres, de Santiago San Miguel (1993)
- Solo o en compañía de otros, de Santiago San Miguel (1991)
- La espada negra, de Francisco Rovira Beleta (1976)
- La encadenada, de Manuel Mur Oti (1975)
- El vicio y la virtud, de Francisco Lara Polop (1975)
- Larga noche de julio, de Lluís Josep Comerón (1974)
- Pubertinaje (segmento "Una cena de Navidad"), de Pablo Leder (1971)